# Гальегос Мансера, Эдуардо
Эдуардо Гальегос Мансе́ра (исп. Eduardo Gallegos Mancera, 24 мая 1915, Каракас — 3 июля 1989, Каракас) — известный деятель коммунистического движения Венесуэлы, врач, поэт и публицист; многолетний член руководства венесуэльской компартии (входил в состав Политбюро и Секретариата ЦК КПВ, был секретарем ЦК по международным отношениям). Активный участник борьбы с диктатурой в Венесуэле. он также избирался сенатором Национального конгресса страны. За свою политическую деятельность Гальегос Мансера многократно подвергался арестам и заключался в тюрьму.

## Награды
- Орден Дружбы народов (23 мая 1985 года, СССР) — за заслуги в борьбе за мир, демократию и социальный прогресс, вклад в укрепление дружбы между советским и венесуэльским народами и в связи с семидесятилетием со дня рождения[1].

## Книги
- Cartas de la prisión (1965)
- Rebelión juvenil y sus causas (1971)
- Ancho río, alto fuego (1975)
- Sol solo sol (1987)
- Poemas para nietos y el origami para una mariposa (1993)

На русском языке издан сборник стихов «Широкая река, высокий огонь» (М., «Прогресс», 1980 г.).
Стал прототипом Врача в романе Мигеля Отеро Сильва "Пятеро которые молчали".